# ژیان‌مرغ‌های کوتوله کاکلی
ژیان‌مرغ‌های کوتوله کاکلی (نام علمی: Lophotriccus) یک سرده از پرندگان آمریکای جنوبی از خانواده مگس‌گیرهای ژیان‌مرغان است.
این سرده توسط پرنده‌شناس آلمانی هانس فون برلپش در سال ۱۸۸۴ معرفی شد. گونه نماد آن متعاقباً توسط جانورشناس انگلیسی ریچارد باودلر شارپ در سال ۱۸۸۴ به‌عنوان زیرگونه‌ای از ژیان‌مرغ کوتوله کاکل‌پولکی (Lophotriccus pileatus squamaecrista) تعیین شد. نام این سرده ترکیبی از واژه یونانی باستان lophos به معنای «کاکل» با trikkos است که یک پرنده کوچک ناشناس است. در پرنده‌شناسی از triccus برای نشان دادن مگس‌گیر ژیان‌مرغ استفاده می‌شود.
این سرده چهار گونه دارد.
- ژیان‌مرغ کوتوله کاکل‌پولکی، Lophotriccus pileatus
- ژیان‌مرغ کوتوله دونواره، Lophotriccus vitiosus
- ژیان‌مرغ کوتوله کاکل‌بلند، Lophotriccus eulophotes
- ژیان‌مرغ کوتوله کلاه‌دار، Lophotriccus galeatus